# アリーゼー
アリーゼー（欧字名:Alizee、2014年9月26日 - ）は、オーストラリアの競走馬。

## 戦績

### 2歳（2016/17シーズン）
ジョン・オシェイ厩舎に入厩し、2017年2月のロイヤルランドウィック競馬場で行われたメイドン戦でデビューし4着。その後未勝利馬ながら重賞に2度挑戦、それぞれ2、5着と善戦した。その後5月にオシェイ厩舎がゴドルフィンのメインステーブルの座を辞任、7月にゴドルフィンの主戦厩舎であるジェームズ・カミングス厩舎に移籍するまでの2カ月間はダレン・ビードマン厩舎に在籍していた。

### 3歳（2017/18シーズン）
カミングス厩舎に移籍初戦となったメイドン戦でグリン・スコフィールド騎手を背に初勝利を挙げる。その後は重賞戦線に駒を進めG2シルバーシャドウステークスで2着、G2フューリアスステークス4着と堅実な走りを見せ続け、G2ティーローズステークスで重賞初制覇を飾る。更にG1フライトステークスでは後方で脚を溜めると直線では一気に抜け出す末脚を披露し、前走でも負かしたシャンペンカドルズをあっさり捉え連勝でG1初制覇を果たした。その後挑んだG1オーストラリア1000ギニーでも1番人気に推されたが3着に敗れた。
G2ライトフィンガーステークスを制しシーズン後半を好スタートで切ったアリーゼーだったが次走のG1サラウンドステークスでは馬群を割ってきたものの伸び切れず6着とキャリア最低の着順に終わった。更にクールモアクラシックでは直線で馬群が固まり前が開かなかった影響もあり13着と惨敗した。ブレントン・アヴドゥラ騎手との初コンビ、初の2000メートル挑戦となったワイナリースタッドステークスでは好スタートを切ると4番手につける先行策にでる。直線では逃げるハイヤームに突き放され、後続にも抜かされるものの4着に粘り切り復調を見せた。そして迎えた4月のG1レガシーステークスではスコフィールド騎手に手綱が戻り、脚質も本来の追い込みへ戻すと最後の直線残り300メートル付近で外に持ち出すと逃げるプロンプトレスポンス共々一気に差し切り、復活の勝利をG1で挙げた。

### 4歳（2018/19シーズン）
レガシーステークス以来の実戦となった12月の準重賞をヒュー・ボウマンとのコンビで危うげなく勝ち上がり、充実の一途を辿るなかで迎えた2019年最初のレースであったG2エクスプレスウェイステークスは2016年のローズヒルギニーを始めG1を3勝し、前走のG1ケネディマイルでも2着と好走しているルロメイン。前年の覇者にしてオールエイジドステークスなどこちらもG1レース3勝を挙げ、前走のジ・エベレストでは2着だったトラピースアーティスト。同じゴドルフィン所有馬でウィンクスの好敵手として張り合ってきたハートネルも参戦し、5頭立てながら強豪揃いの一戦となり、ブレイク・シン騎手と初コンビだったアリーゼーはトラピースアーティストに次ぐ2番人気に支持されると、レースでは最後方に位置し、直線では外から纏めて差し切り優勝した。
前哨戦を好メンバー相手に快勝し望んだ本番のG1フューチュリティステークスではボウマン騎手との再コンビが実現。近走の充実さが評価され1番人気に支持された。前走で対決したルロメインやハートネルを始め、前年のトゥーラックハンデ覇者ランドオブプレンティ、前走のCFオーアステークスでG1初制覇を飾りG1連勝を狙うマニュエル、前年の覇者で日本産馬であるブレイブスマッシュなど多彩な顔触れが揃った。4、5番手につけたアリーゼーは外を回しながらレースを進め、最後は人気薄のマラグエラとの競り合いを制し、G1競走通算3勝目となった。今季3連勝の勢いに乗り次に選んだのは新設されたばかりでありながらマイル戦として世界最高の賞金を誇るジ・オールスターマイル。2番人気に支持され、直線では内から鋭く伸び抜け出しに図ったが外から伸びてきたミスティックジャーニーとアリーゼーの内から伸びたハートネルに交わされ3着に惜敗した。日本馬クルーガーも参戦したドンカスターマイルでは、20頭立てという多頭数の中、最後方からレースを進めたものの全く伸びず17着と惨敗した。

## 血統表
| アリーゼーの血統       | アリーゼーの血統                                   | アリーゼーの血統                                   | （血統表の出典）                                   | （血統表の出典） |
| 父 Sepoy 2008 栗毛     | 父の父Elusive Quality 1993 鹿毛                    | Gone West                                          | Mr. Prospector                                     | Mr. Prospector   |
| 父 Sepoy 2008 栗毛     | 父の父Elusive Quality 1993 鹿毛                    | Gone West                                          | Secrettame                                         |                  |
| 父 Sepoy 2008 栗毛     | 父の父Elusive Quality 1993 鹿毛                    | Touch Of Greatness                                 | Hero's Honor                                       | Hero's Honor     |
| 父 Sepoy 2008 栗毛     | 父の父Elusive Quality 1993 鹿毛                    | Touch Of Greatness                                 | Ivory Wand                                         |                  |
| 父 Sepoy 2008 栗毛     | 父の母Watchful 2001 鹿毛                           | *Danehill                                          | Danzig                                             | Danzig           |
| 父 Sepoy 2008 栗毛     | 父の母Watchful 2001 鹿毛                           | *Danehill                                          | Razyana                                            |                  |
| 父 Sepoy 2008 栗毛     | 父の母Watchful 2001 鹿毛                           | Canny Miss                                         | Marscay                                            | Marscay          |
| 父 Sepoy 2008 栗毛     | 父の母Watchful 2001 鹿毛                           | Canny Miss                                         | Jesmond Lass                                       |                  |
| 母 Essaouira 2006 鹿毛 | 母の父Exceed And Excel 2000 鹿毛                   | *Danehill                                          | Danzig                                             | Danzig           |
| 母 Essaouira 2006 鹿毛 | 母の父Exceed And Excel 2000 鹿毛                   | *Danehill                                          | Razyana                                            |                  |
| 母 Essaouira 2006 鹿毛 | 母の父Exceed And Excel 2000 鹿毛                   | Patrona                                            | Lomond                                             | Lomond           |
| 母 Essaouira 2006 鹿毛 | 母の父Exceed And Excel 2000 鹿毛                   | Patrona                                            | Gladiolus                                          |                  |
| 母 Essaouira 2006 鹿毛 | 母の母Alizes 2001 栗毛                             | Rorys Jester                                       | Crown Jester                                       | Crown Jester     |
| 母 Essaouira 2006 鹿毛 | 母の母Alizes 2001 栗毛                             | Rorys Jester                                       | Rorys Rocket                                       |                  |
| 母 Essaouira 2006 鹿毛 | 母の母Alizes 2001 栗毛                             | La Baraka                                          | Euclase                                            | Euclase          |
| 母 Essaouira 2006 鹿毛 | 母の母Alizes 2001 栗毛                             | La Baraka                                          | Triscay                                            |                  |
| 母系(F-No.)            | (FN:16-b)                                          | (FN:16-b)                                          | (FN:16-b)                                          | [ § 2 ]          |
| 5代内の近親交配        | Danehill 3x3、Northern Dancer 5x5x5x5、Marscay 4x5 | Danehill 3x3、Northern Dancer 5x5x5x5、Marscay 4x5 | Danehill 3x3、Northern Dancer 5x5x5x5、Marscay 4x5 | [ § 3 ]          |
| 出典                   | 1. 2. 3.                                           | 1. 2. 3.                                           | 1. 2. 3.                                           | 1. 2. 3.         |